# Eduard Strauss
Eduard Strauss (tysk stavning: Strauß, født den 15. marts 1835 i Wien, Kejserriget Østrig, død sammesteds den 28. december 1916) var en østrigsk komponist og kapelmester.

## Biografi
Han var broder til Johann Strauss den yngre og Josef Strauss og søn af Johann Strauss den ældre. Han studerede komposition og harpe og virkede fra 1862 som kapelmester. Han efterfulgte sin broder Johann i Sankt Petersborg 1865 og blev i 1870 udnævnt til hofbalmusikdirektør. Han blev meget populær som leder af Straussorkesteret og foretog tilrige turnéer, blandt andet til Stockholm i 1878. Orkesteret, som var blevet oprettet af faderen, blev opløst i 1901.

## Værker
Eduard Strauss komponerede 295 værker, deriblandt Doctrinen-Walzer.